# Casa d'en Pere Miralles
La Casa d'en Pere Miralles és una casa a Guàrdia de Noguera, al municipi de Castell de Mur (Pallars Jussà) inclosa a l'Inventari del Patrimoni Arquitectònic de Catalunya.

## Descripció
Casa pairal entre mitgeres, de planta baixa més dos pisos i golfes. Portal adovellat de mig punt i balconada amb motllures renaixentistes. El murs són de carreus de pedra reblats i arrebossats. La coberta és de teula àrab. Forma part del conjunt medieval del nucli antic de la Guàrdia de Noguera.